# 무침류
무침류(Anopla)는 유형동물문 무침강(無針綱) 동물의 총칭이다.

## 특징
주둥이의 끝부분에 침이 없으며, 입은 뇌보다 뒤쪽에 있다. 환관끈벌레·원두끈벌레·끈벌레·두끈벌레·연두끈벌레 등이 이에 속한다.

## 하위 분류
- 고유형목 (Palaeonemertea) - 최근 별도의 고유형강으로 분류.
- 바늘끈벌레목 또는 이유형목 (Heteronemertea) - 최근 끈벌레강 (Pilidiophora)에 속하는 유일목으로 분류.